# 쌍봉도서관
쌍봉도서관은 전라남도 여수시 학동 소재의 시립 도서관이다. 여수시립도서관의 본관이다.

## 연혁
- 1965년 2월 5일 개관.